# Liste alfabetice de actori și actrițe
- Această pagină este una standard de redirecționare și căutare alfabetică a actrițelor și actorilor aranjați după numele lor de familie.

|  | Listă de actori \| \| Listă de actori \| Liste alfabetice de actori și actrițe \| Listă de actrițe A - B - C - D - E - F - G - H - I - J - K - L - M - N - O - P - Q - R - S - T - U - V - W - X - Y - Z |

|  | Listă de actrițe \| \| Listă de actrițe \| Liste alfabetice de actori și actrițe \| Listă de actori A - B - C - D - E - F - G - H - I - J - K - L - M - N - O - P - Q - R - S - T - U - V - W - X - Y - Z |

## Conexiuni externe
- http://www.imdb.com/ (bancă internațională de date a filmelor)
- http://www.imdb.com/Glossary/ (Internet Movie Database's online film glossary)